# Панче Пешев
Панче Пешев е югославски партизанин, деец на комунистическата съпротива във Вардарска Македония, композитор и музикант.

## Биография
Роден е през 1915 година в град Велес. Учи в Куманово. Бил е част от Велешко-прилепски народоосвободителен партизански отряд „Димитър Влахов“. Панче Пешев написва песента „Ко челик сме ние“, която става химн на Трета македонска ударна бригада. Известно време лежи в лагера Междуречие. Там основава хор, където се пеят песни като „Старци белобрадци“, „Млада овчарка“, „Помниш ли либе Гълабо“, „Боряно, Борянке“ и други. Убит е на 5 юни 1944 година в струмишкото село Кушкулия. След Втората световна война баща му Никола Пешев е избран за кмет на Куманово.